# Ordem dos Advogados de Lima
A Ilustre Ordem dos Advogados de Lima é uma entidade peruana de direito público que alberga advogados com sede profissional na cidade de Lima.

## História
Em 1726, durante a administração do vice-rei José de Armendáriz, 1º Marquês de Castelfuerte, foi constituída na cidade de Lima a “Irmandade dos Advogados”, reunindo-se sob o apoio da Companhia de Jesus. Após a expulsão dos Jesuítas pelas reformas dos Bourbon de Carlos III, a irmandade foi dissolvida.
Em 1777, durante a administração do Vice-rei Manuel de Guirior, 1º Marquês de Guirior, José Antonio de Areche, Visitador Geral das Cortes, visitou Lima. Areche foi autorizado pela Ordem Real de 31 de Julho de 1778 a estabelecer em Lima um “Colégio de Advogados” semelhante ao de Madrid. Seria o próprio Areche a ordenar a constituição e formulação dos estatutos do colégio, através da Corte Real de Lima, em 1779. A 25 de Novembro de 1779, Areche nomeou a primeira Direcção do Colégio.
O vice-rei rejeitou estas ordens, porque constituíam uma usurpação das suas funções. Em junho de 1778, um decreto do Rei de Espanha ordenou a constituição do colégio, embora este mandato não tenha sido cumprido.
Após esforços do deputado Tadeo Bravo de Rivero, o Rei de Espanha concedeu o poder de constituir uma Ordem dos Advogados por Decreto Régio de 31 de julho de 1804. Para tal, foi criada uma comissão composta por José Antonio Oquendo, Ambrosio Fernández Cruz, Vicent y Duárez e José Gerónimo Vivar para elaborar o projeto de estatuto, que foi aprovado pela Corte Real de Lima a 18 de fevereiro de 1808. O vice-rei José Fernando de Abascal emitiu a resolução a 23 de maio do mesmo ano.
Para cumprir um mandato tão transcendente, o Cabildo criou uma Comissão composta pelos médicos José Antonio Oquendo, Ambrosio Fernadez Cruz, Vicent y Duárez e José Gerónimo Vivar, para formular o projecto de estatuto, que foi aprovado pelo Tribunal Real de Lima. de 18 de fevereiro de 1808, confirmado pela resolução do vice-rei, Dom Fernando de Abascal, emitida a 23 de maio desse ano.
Sem esperar pela aprovação régia, que só ocorreu através de um documento datado de 22 de janeiro de 1811, o Colégio abriu de imediato as suas matrículas. A primeira pessoa registada foi o Doutor Manuel Herrera y Sentmanat, cuja data de registo foi 14 de maio de 1808.
Os primeiros estatutos indicam claramente a sua organização e os seus fins. O Colégio foi reconhecido como uma “Corporação” que gozava de uma proteção real e do título de Ilustre. Os seus membros não podiam ultrapassar os sessenta anos e era obrigatória a realização de exame perante a Corte Real, após o qual era obrigatória a participação por um período de dois anos "sem interrupção" nas conferências do Colégio, para realização de estudos especiais de Direito Indiano . Posteriormente, o recorrente teve de se pronunciar sobre um ponto jurídico relacionado com o Direito das Índias “exonerado com doutrina e erudição, na presença de todos os membros do Colégio reunidos em Assembleia Geral”. Para exercer a defesa era indispensável estar inscrito.
Desde a sua fundação, os objetivos do Colégio foram fiscalizar o exercício profissional de acordo com padrões éticos; ensino prático aos estudantes e examinados pela Corte Real durante dois anos, pelo diretor das Conferências, “um dos mais experientes inscritos em legislação”; Além da organização de dissertações e publicação de escritos sobre questões jurídicas e da ajuda aos seus membros e seus factores em caso de necessidade, custeando despesas funerárias ou ajudando viúvas e órfãos com despesas dos congregados.
O Selo do Colégio, como observa um dos seus historiadores, Dom Anibal Gálvez, existia antes de 1818 com a inscrição ORABUNT CAUSAS MELIUS, que significa Defenderão a Causa Melhor e que é o lema da Instituição. A insígnia - uma estrela de sete ângulos com uma coroa cívica ao centro, que ostenta a mesma legenda - foi aprovada por Decreto Supremo do Presidente Don José Luis de Orbegozo e endossada pelo seu Ministro Doutor José María Galdeano em 1834.